# Insecta (classification phylogénétique)

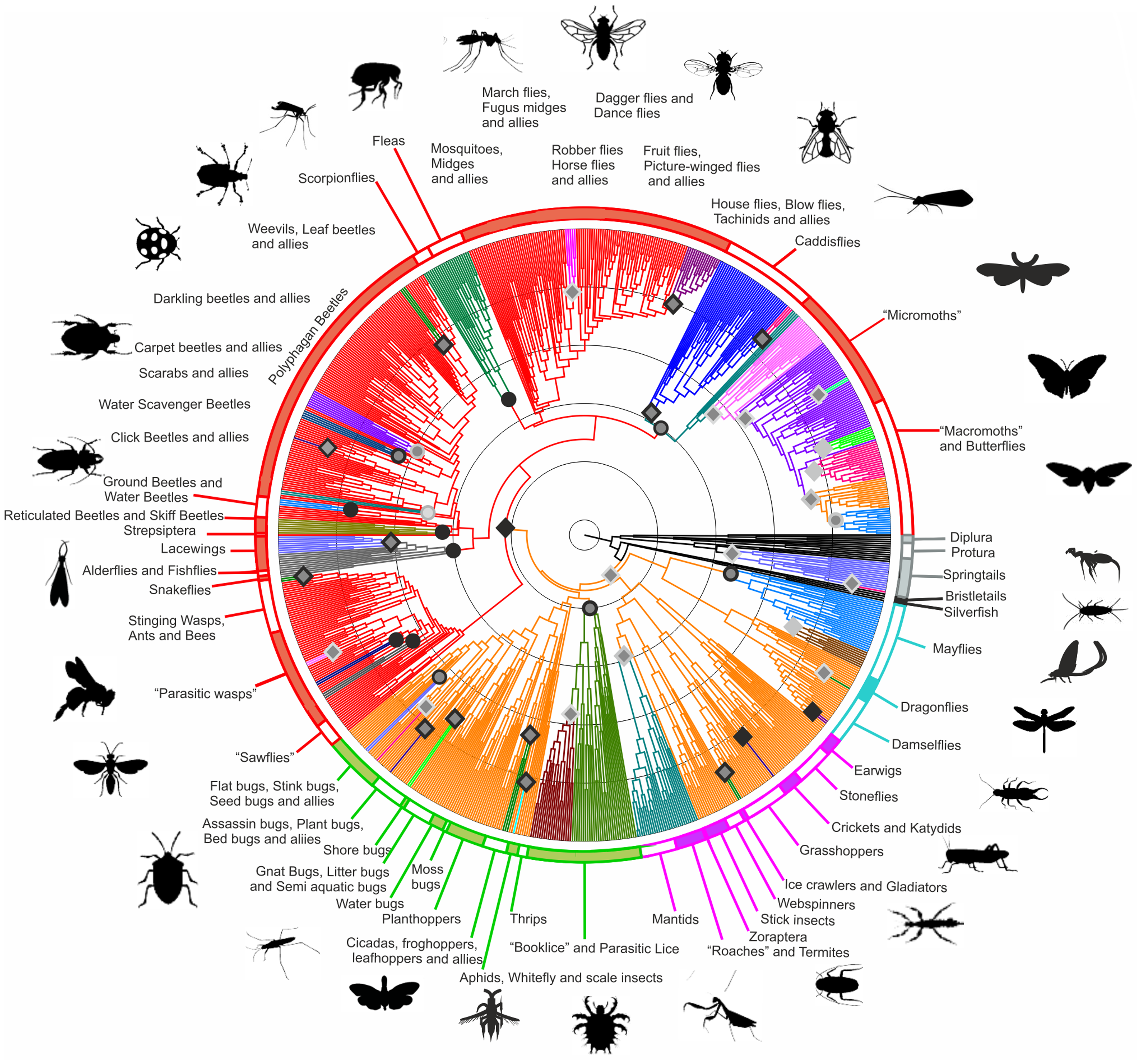
Arbre phylogénétique des Hexapodes.

Cette page a pour objet de présenter un arbre phylogénétique des Insecta (Ectognatha, Insectes), c'est-à-dire un cladogramme mettant en lumière les relations de parenté existant entre leurs différents groupes (ou taxa), telles que les dernières analyses reconnues les proposent. Ce n'est qu'une possibilité, et les principaux débats qui subsistent au sein de la communauté scientifique sont brièvement présentés ci-dessous, avant la bibliographie.

## Arbre phylogénétique
Le cladogramme présenté ici ne possède qu'une valeur indicative. Il n'est pas forcément consensuel, et on peut toujours se référer à la bibliographie au bas de l'article.
Le symbole ▲ renvoie à la partie immédiatement supérieure de l'arbre phylogénétique du vivant. Le signe ► renvoie à la classification phylogénétique du groupe considéré. Tout nœud de l'arbre portant plus de deux branches montre une indétermination de la phylogénie interne du groupe considéré.
Les habitudes typographiques des botanistes et des zoologistes sont différentes. Ici, par commodité de lecture, et certains groupes actuels relevant des deux domaines traditionnels, les noms de taxons supérieurs au genre sont tous écrits en caractères droits, les noms de genres ou d'espèces en italiques.
À la suite d'un taxon, sa période d'apparition, quand elle est connue, peut être indiquée suivant la légende suivante :
(Plé) : Pléistocène ; (Pli) : Pliocène ; (Mio) : Miocène ; (Oli) : Oligocène ; (Éoc) : Éocène ; (Pal) : Paléocène ; (Cré) : Crétacé ; (Jur) : Jurassique ; (Tri) : Trias ; (Per) : Permien ; (Car) : Carbonifère ; (Dév) : Dévonien ; (Sil) : Silurien ; (Ord) : Ordovicien ; (Camb) : Cambrien ; (Edi) : Édiacarien. Pour plus de précision si possible, (-) : inférieur ; (~) : moyen ; (+) : supérieur.

```
▲

└─o 
Insecta
 ou 
Ectognatha

  ├─o 
Archaeognatha
 ou 
Microcoryphia

  └─o 
Dicondylia

    ├─o 
Thysanura
 
s.s.
 ou 
Zygentoma

    └─o 
Pterygota

      ├─o 
Ephemeroptera

      └─o 
Metapterygota

        ├─o 
Odonatoptera
 
►

        └─o 
Neoptera

          ├─o 
Polyneoptera
 ou 
Orthopterodea

          │ ├─o 
Dictyoptera
 
►

          │ └─o 
Anartioptera

          │   ├─o 
Polyplecoptera
 ou 
Plecopterida

          │   │ ├─o 
Mystroptera

          │   │ │ ├─o 
Zoraptera

          │   │ │ └─o 
Embiidina
 ou 
Embioptera

          │   │ └─o 
Plecoptera

          │   └─o 
Polyorthoptera

          │     ├─o 
Dermaptera
 
►

          │     └─o 
Orthopterida

          │       ├─o 
Notopterodea
 ou 
Grylloblattida

          │       │ ├─o 
Grylloblattodea

          │       │ └─o 
Mantophasmatodea

          │       └─o 
Panorthoptera

          │         ├─o 
Orthoptera
 
►

          │         └─o 
Phasmatodea
 ou 
Phasmida

          └─o 
Eumetabola

            ├─o 
Paraneoptera
 ou 
Hemipterodea

            │ ├─o 
Psocodea
 
►

            │ └─o 
Condylognatha

            │   ├─o 
Hemiptera
 
►

            │   └─o 
Thysanoptera

            └─o 
Endopterygota
 ou 
Holometabola

              ├─o 
Neuropterodea

              │ ├─o 
Coleoptera
 
►

              │ └─o 
Neuropterida

              │   ├─o 
Rhaphidioptera

              │   └─o
              │     ├─o 
Neuroptera
 
►

              │     └─o 
Megaloptera

              └─o 
Mecopterodea

                ├─o 
Hymenoptera
 
►

                └─o 
Panorpida
 ou 
Mecopterida

                  ├─o 
Amphiesmenoptera

                  │ ├─o 
Lepidoptera
 
►

                  │ └─o 
Trichoptera
 
►

                  └─o 
Antliophora

                    ├─? 
Halteria

                    │ ├─o 
Diptera
 
►

                    │ └─o 
Strepsiptera

                    └─o 
Mecoptera
 
s.l.
 
(paraphylétique)

                      └─o 
Siphonaptera
```

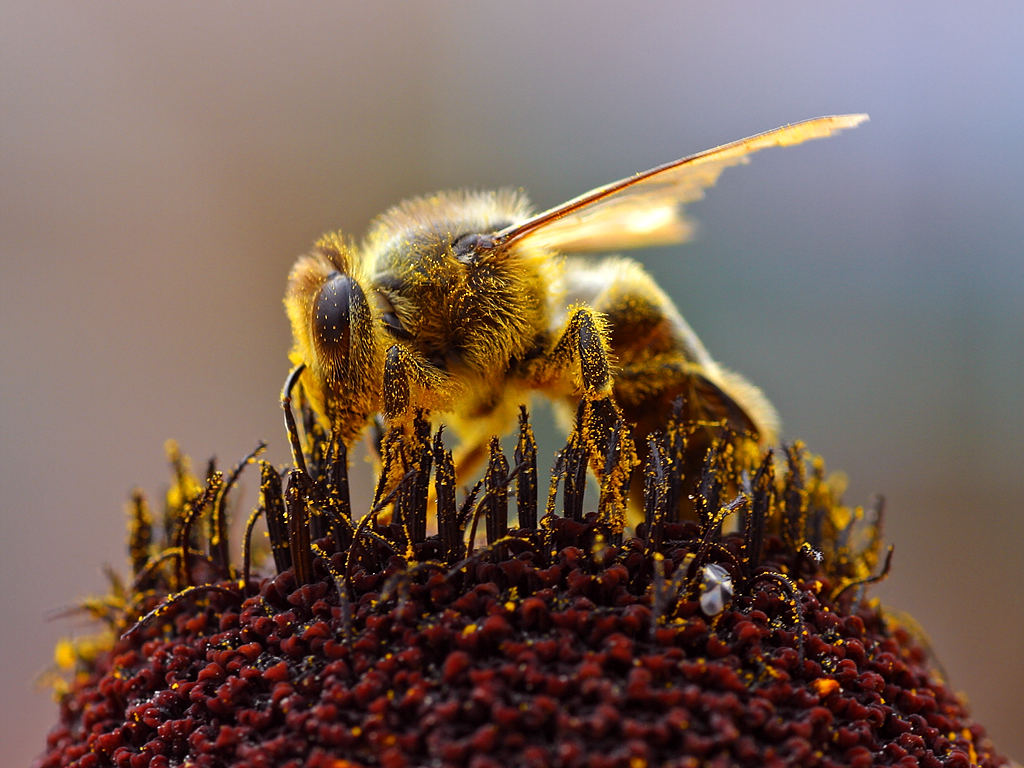
Une abeille (Hymenoptera) récoltant du pollen
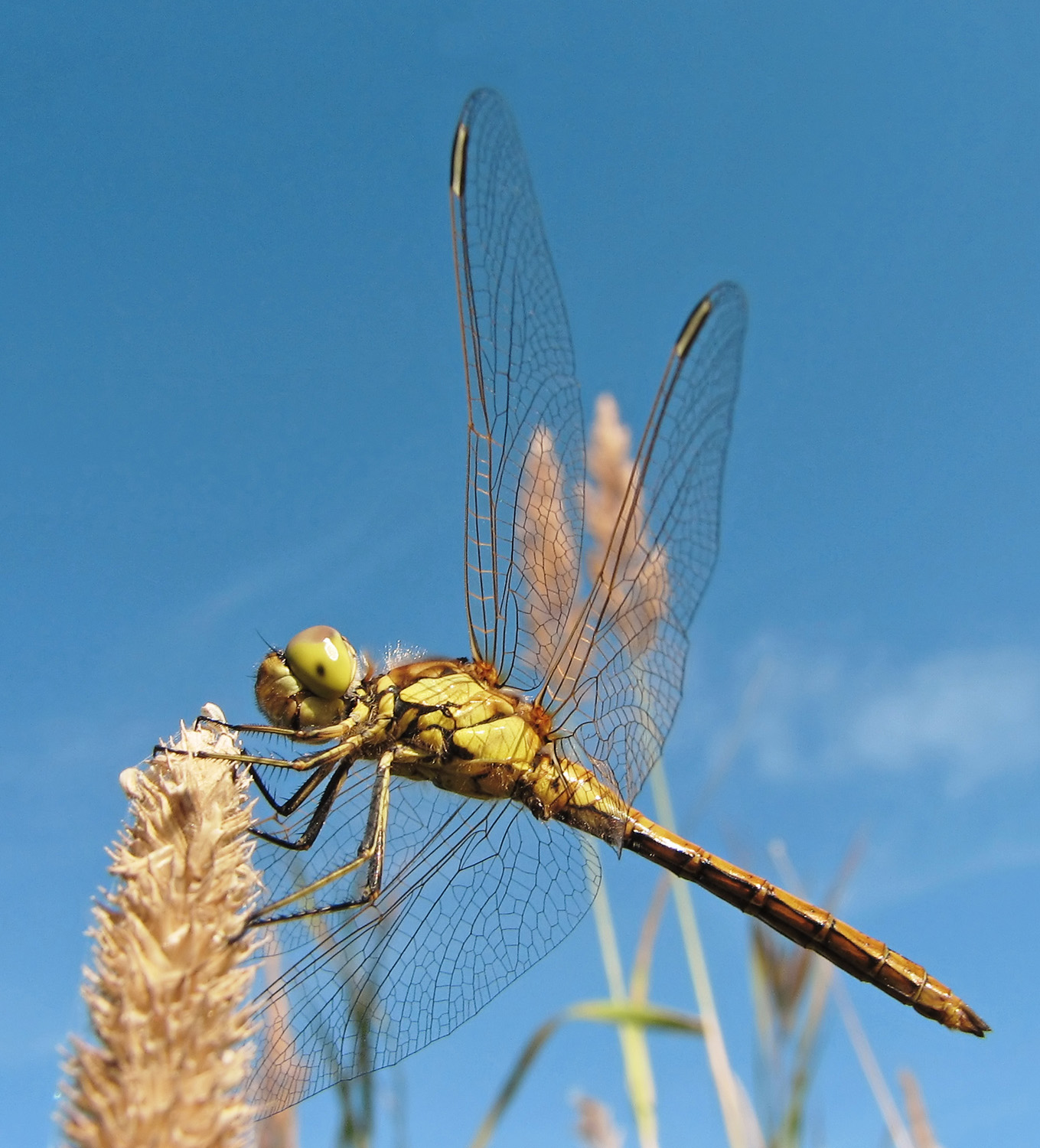
Sympetrum vulgatum (Odonatoptera)
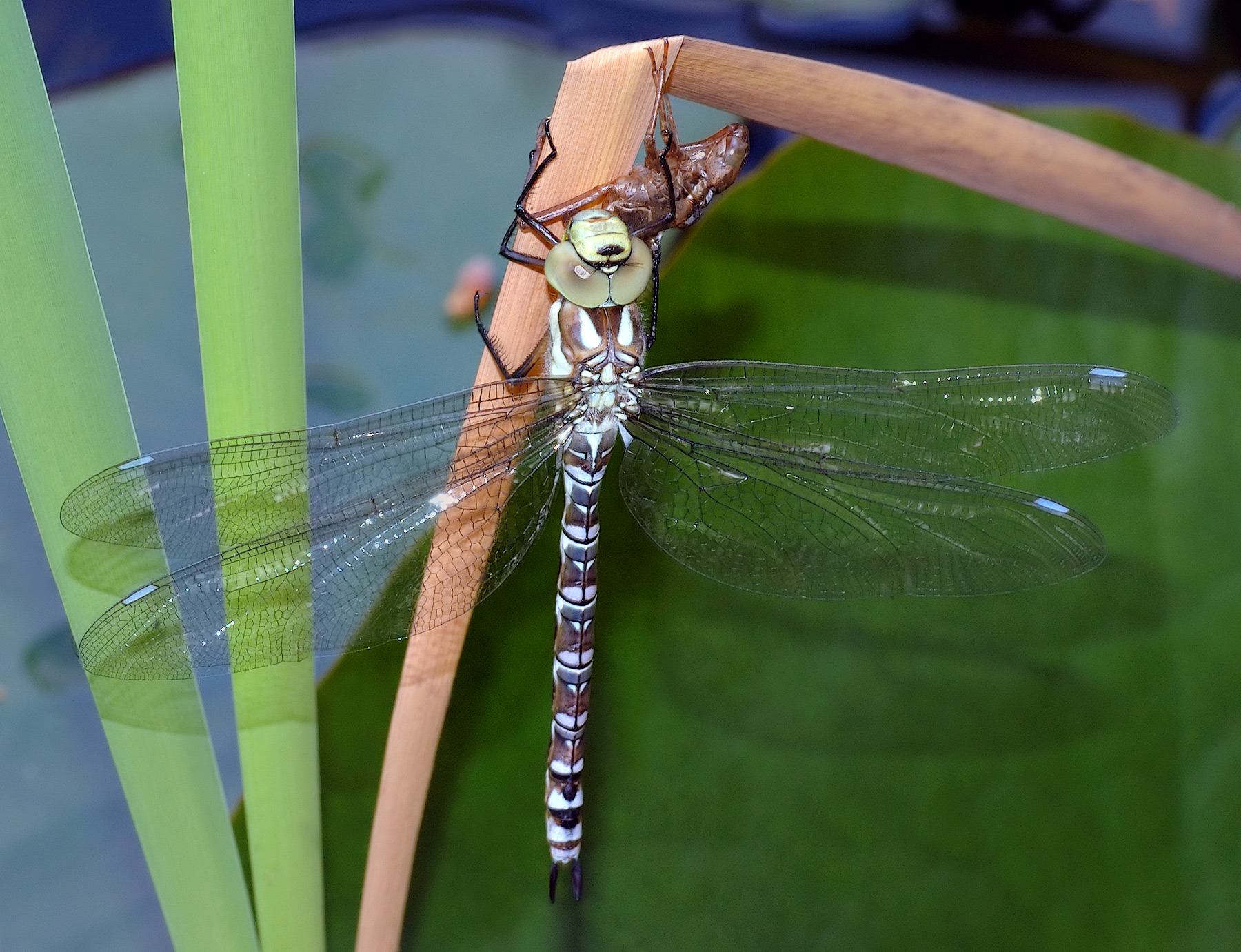
Aeshna cyanea (Odonatoptera)
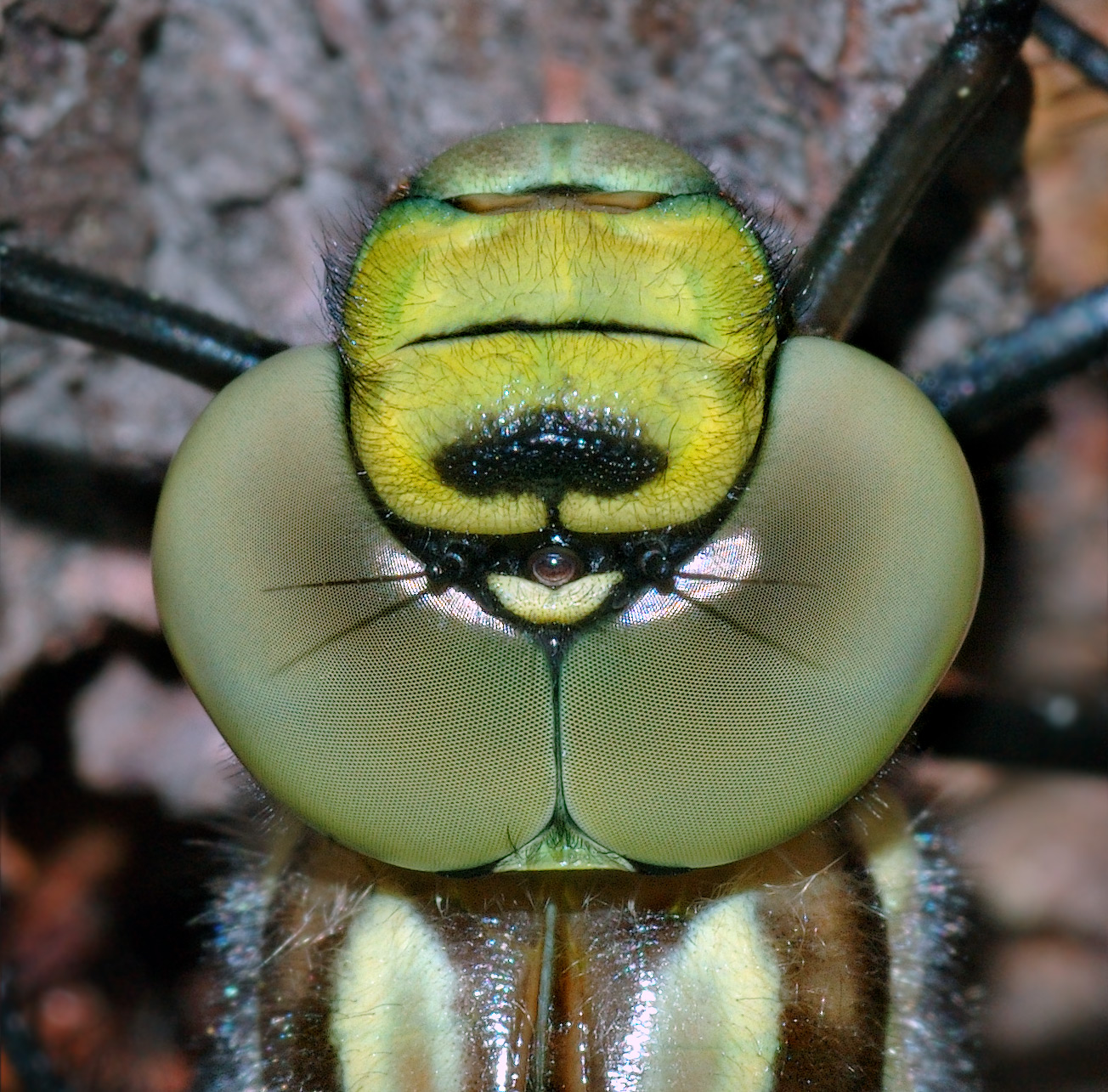
Aeshna cyanea (Odonatoptera) : gros plan sur la tête
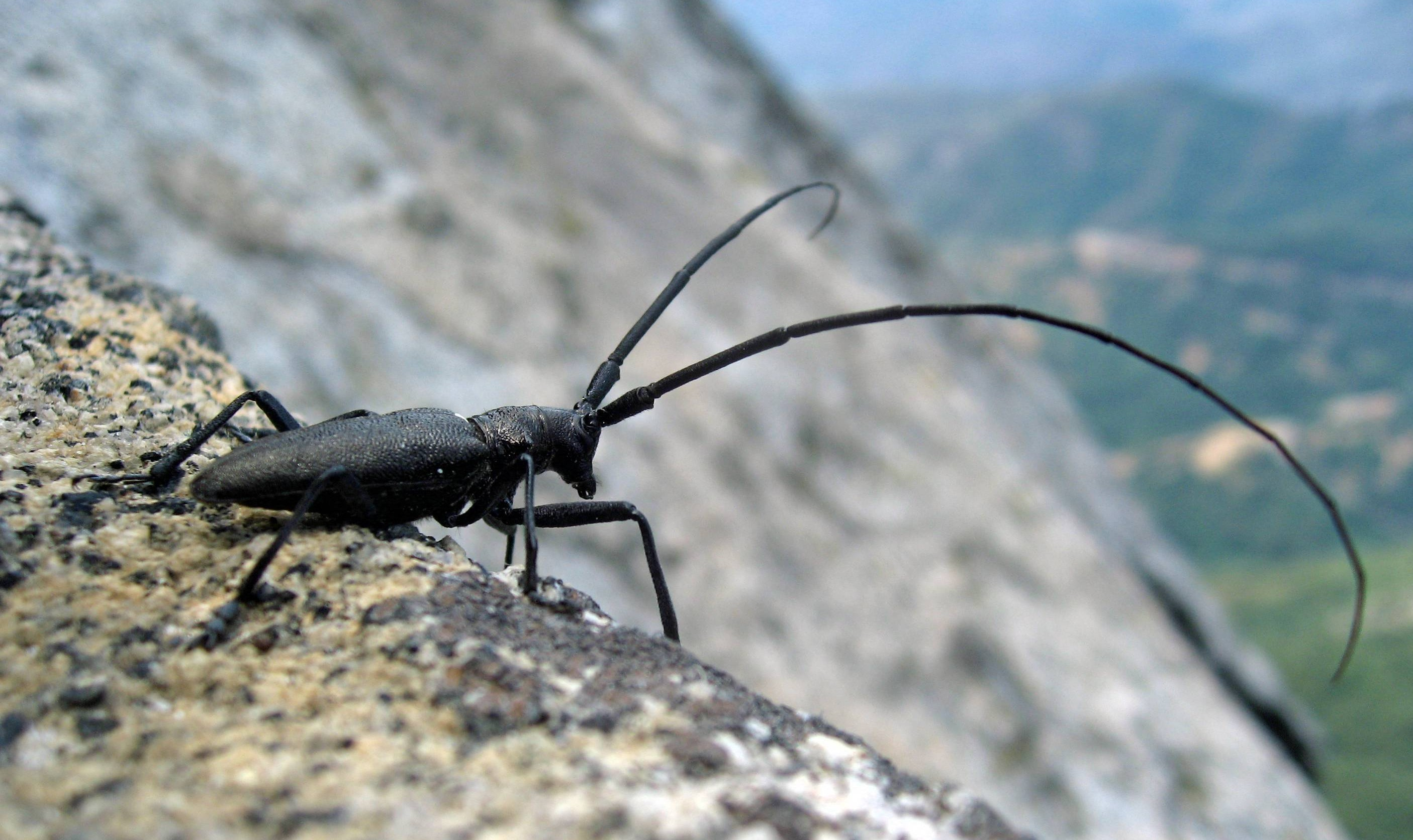
Monochamus scutellatus oregonensis (Coleoptera), Sequoia National Park, USA
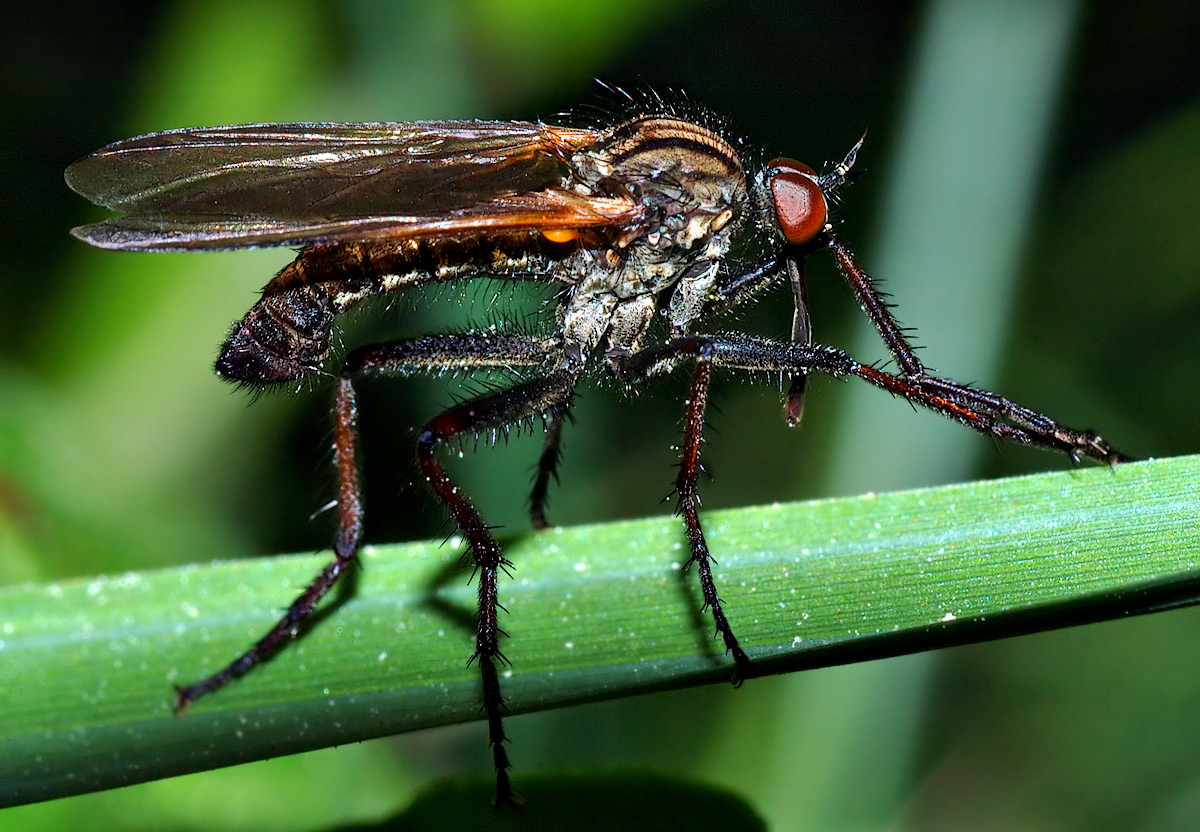
Empis tesselata mâle (Diptera)
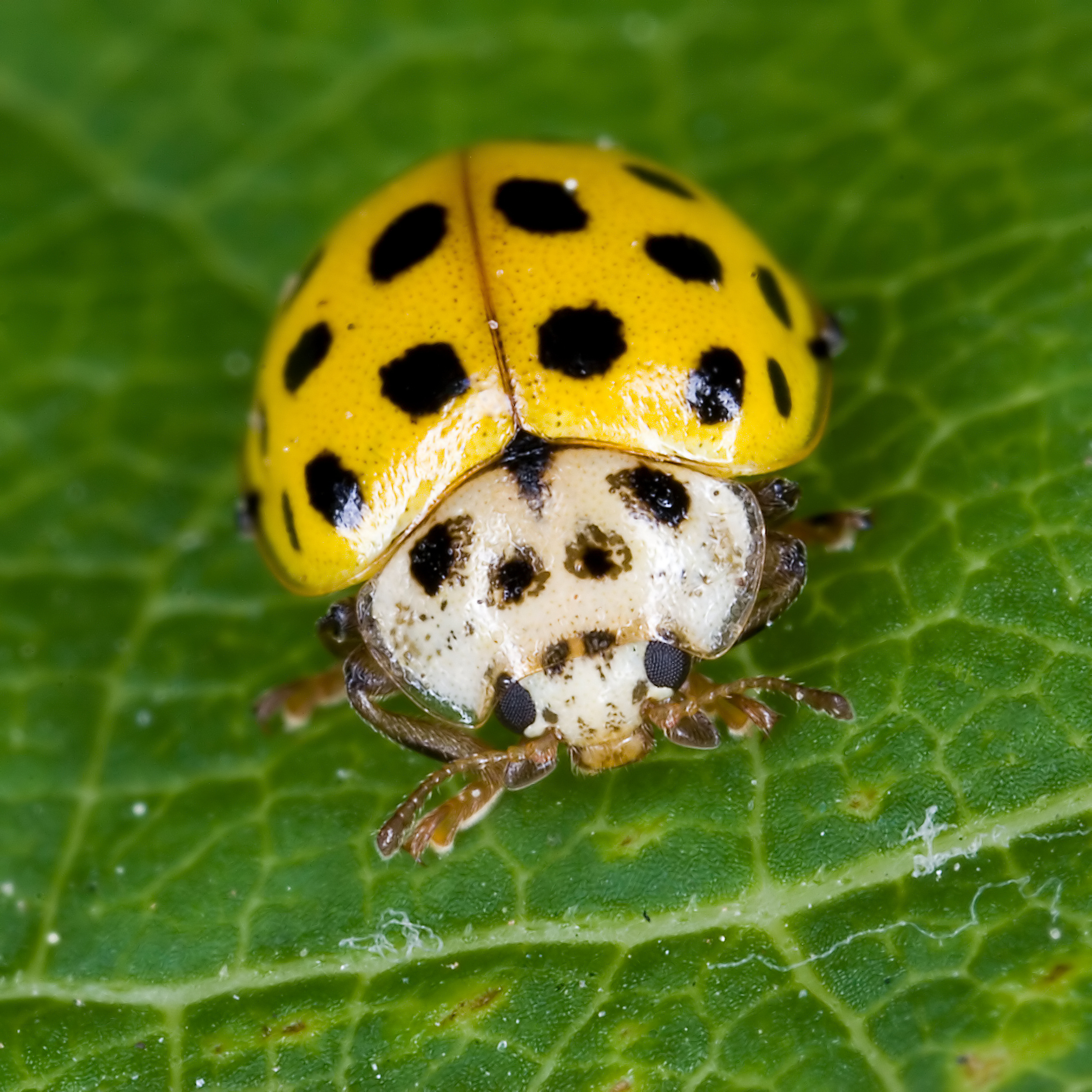
Thea vigintiduopunctata (Coleoptera)
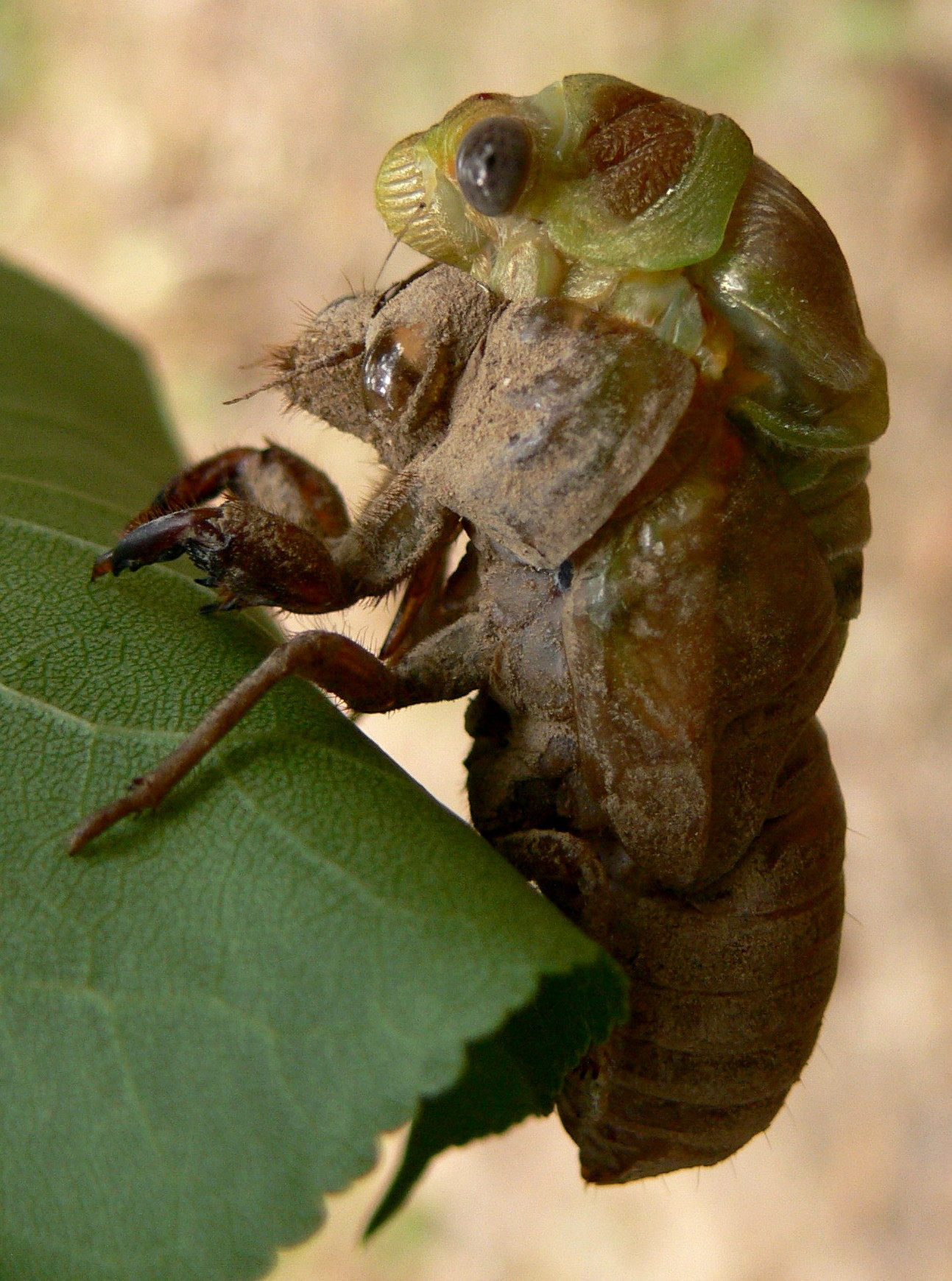
Grande cigale (Lyristes plebejus, Homoptera, Cicadidae) quittant sa mue (France)
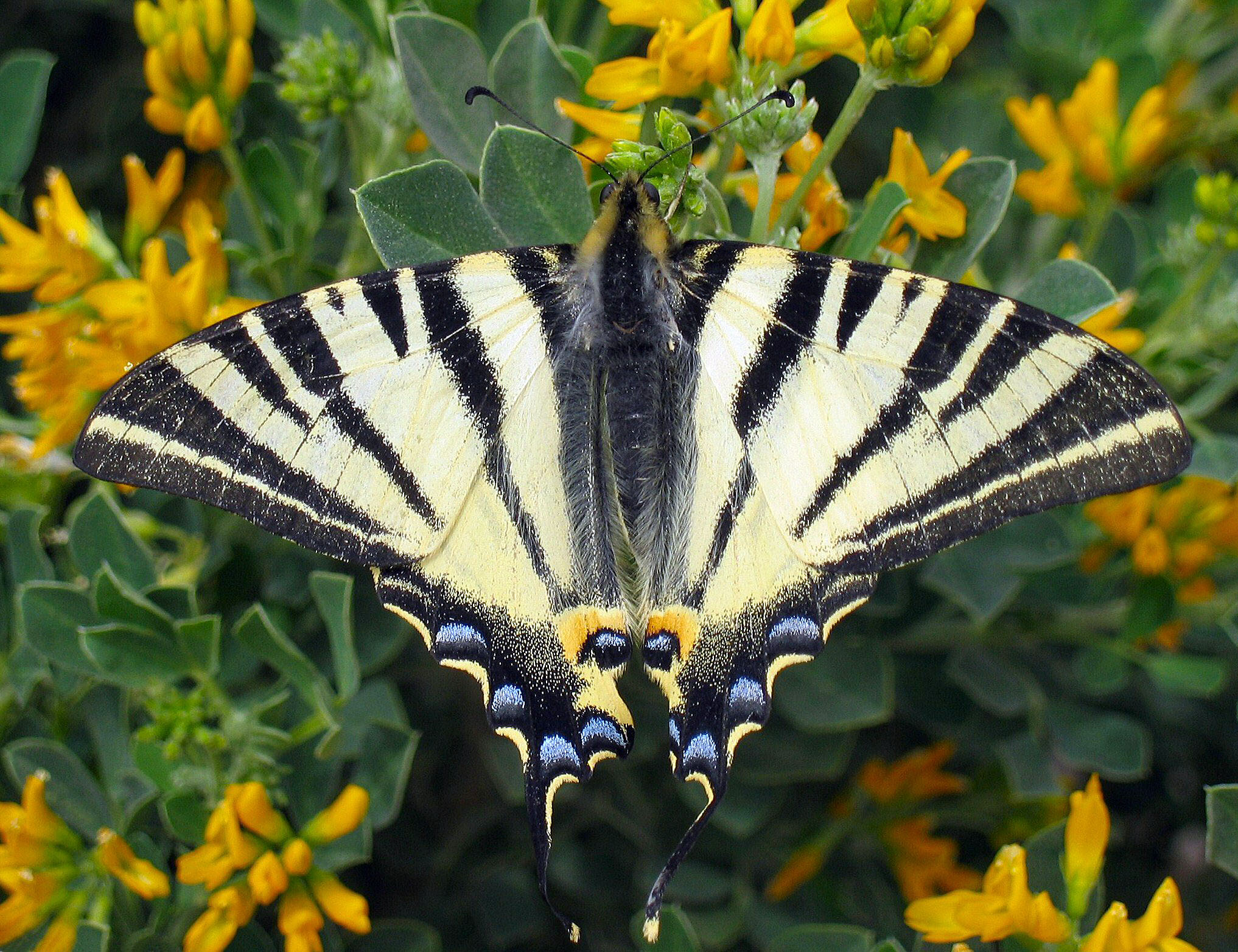
Iphiclides podalirius (Lepidoptera)
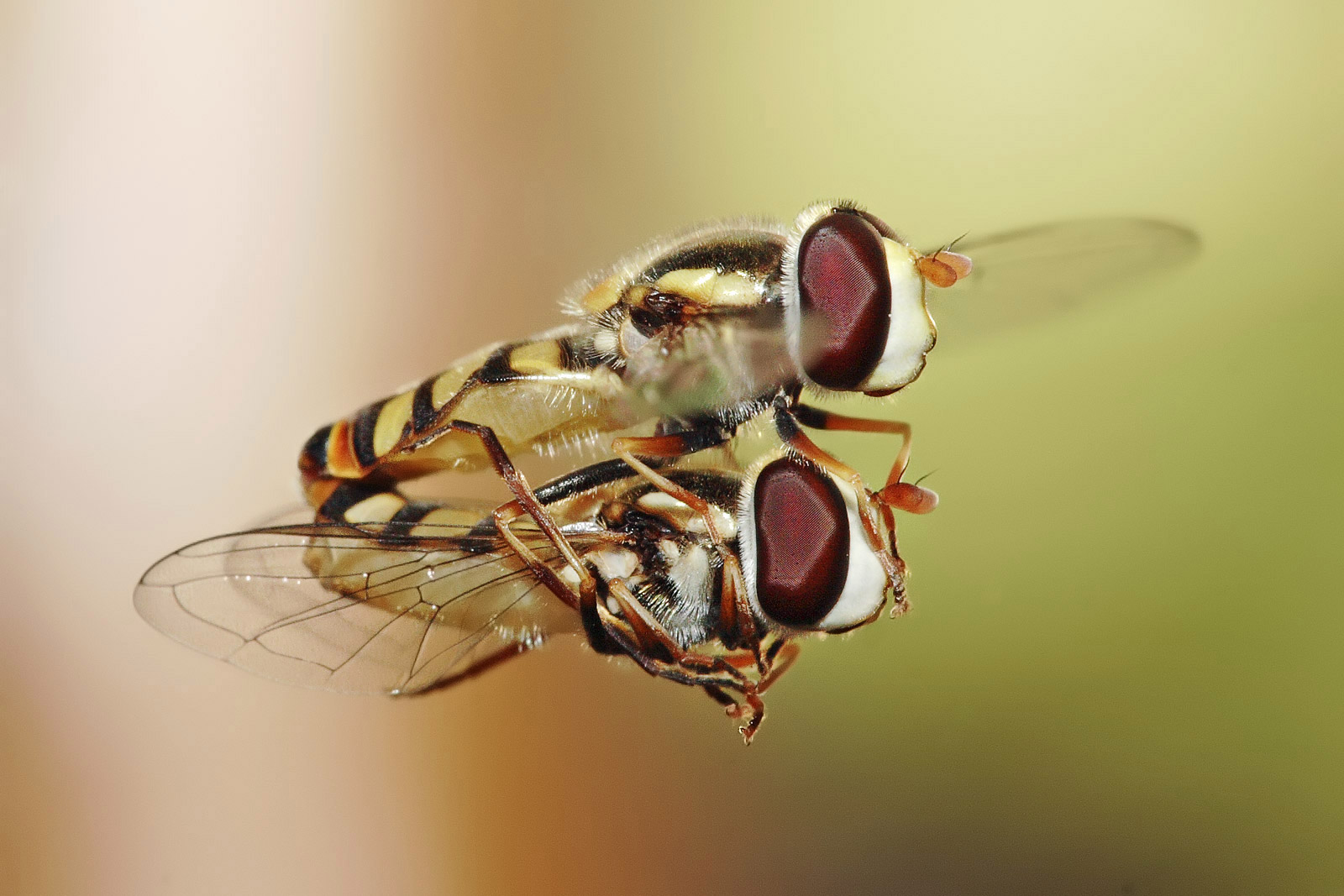
Accouplement en vol de Syrphidae (Diptera)
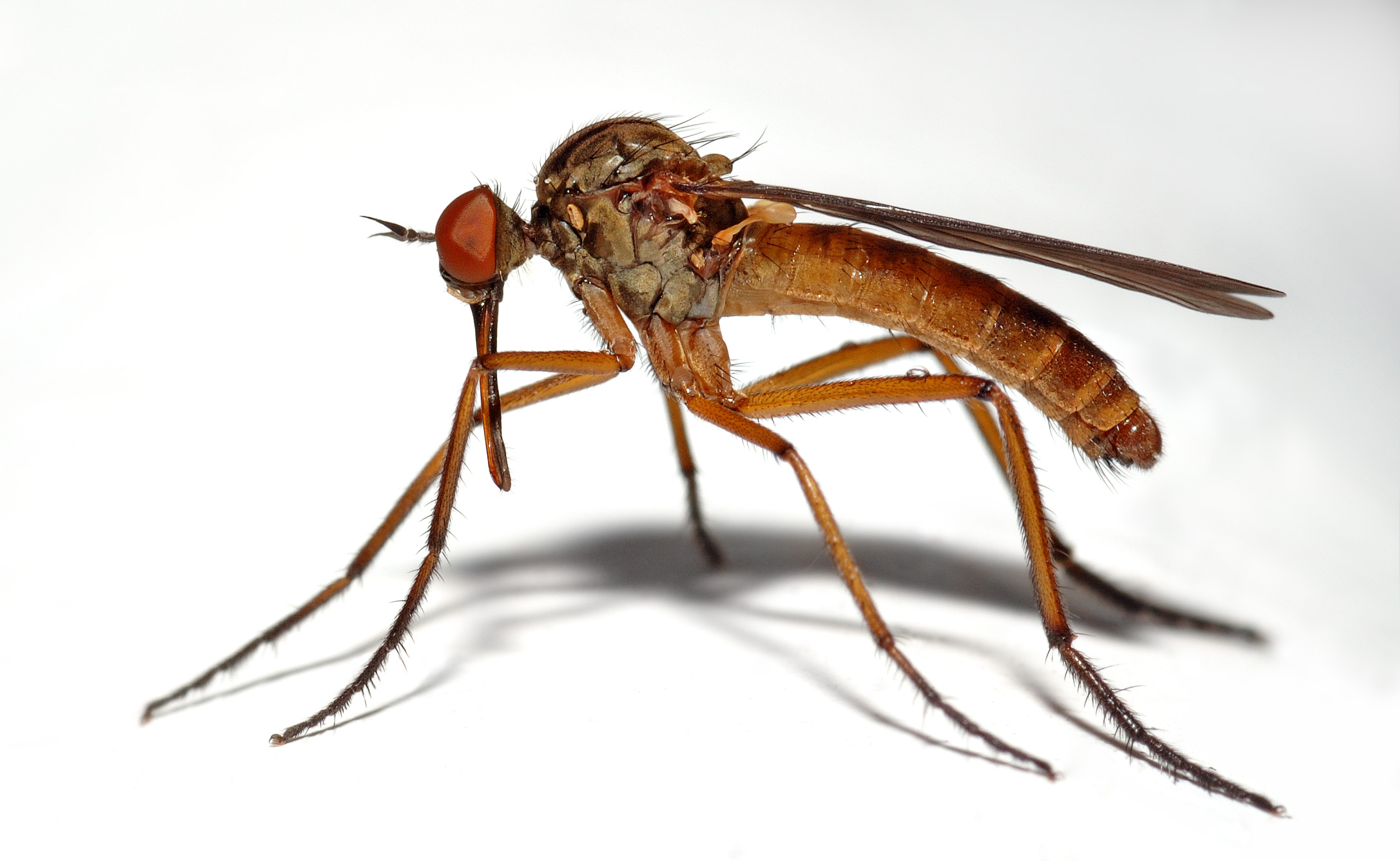
Empis livida (Diptera Empididae)

## Débat scientifique relatif à la phylogénie desInsecta
Si la monophylie des Insectes, à la différence de celle des Hexapodes, ne pose pas de problème, si la paraphylie des Aptérygotes et des Thysanoures lato sensu est confirmée par toutes les analyses, par contre la question de la monophylie ou non des Paléoptères (Éphémères et Odonates) reste posée.
La classification des Néoptères reste objet de débat, et notamment chez les Holométaboles la place des Hyménoptères et des Coléoptères, la parenté des Diptères, etc.
La parenté des Mantophasmatodea et des Grylloblattodea est désormais avérée, de même que l'apparition des Isoptères au sein des Blattoptères, celle des Siphonaptères au sein des Mécoptères, celle des Phthiraptères au sein des Psocoptères.

## Une grande diversité
Une large majorité des espèces décrites sont des insectes. On ne dispose à ce jour d'aucune preuve directe, fossile ou phylogénique montrant un lien de cause à effet entre diversité des insectes et sophistication du système neurosensoriel, taille de population, densité spatiale en individus. De même pour le temps de génération ou l'indice de fécondité, pas plus que pour la présence d'une segmentation de l'exosquelette ou de la cuticule,  la diversité des appendices, pas plus que pour la polyvalence d'adaptation ou génétique. Les données disponibles ne semblent pas permettre de prouver que le "plan de base de construction corporelle" de l'insecte ait à lui seul permis l'extraordinaire radiation évolutive des insectes.

Cependant les caractères ci-dessus listés sont plausiblement individuellement et/ou synergiquement explicatifs de la diversité exceptionnelle de ce taxon (ils restent à expérimenter et à prouver).
Alors que de nombreuses espèces ont récemment disparu pour des raisons a priori anthropiques[réf. nécessaire], ou sont menacées de disparition, cette diversité intrigue les biologistes, de même que leur quasi-absence dans les eaux salées. Ces deux faits mériterait des explications afin notamment de mieux comprendre les différentes résilience écologique des groupes et sous-groupes d'insectes (en termes de taxons et/ou de populations) et l'impact actuel de la crise de la biodiversité. 
Les causes de la diversité exceptionnelle du monde des insectes ont été explorées de différentes manières ; d'abord sur la base de quelques preuves macroévolutives issues de l'étude des insectes fossiles et de l'évolution de leur paléoenvironnement (apparition des champignons lignivores et des plantes à fleur par exemple), puis plus récemment à partir des travaux et nouveaux outils de phylogénie.

Parmi les facteurs explicatifs possibles figurent :
- leur ancienneté sur terre; apparus relativement tôt dans la radiation de l'arbre de la vie, ils auraient eu le temps de la diversification[1] ;
- des capacités adaptatives élevées, ayant permis de faibles taux d'extinction ; on manque encore de certitudes sur l'évaluation du nombre réel d'espèce ;
- la résistance des œufs, la capacité à perdurer dans un stade de vie ralentie (hibernation, cocon), la métamorphose complète et la coexistences de stades différents leur permettant de coloniser plusieurs niches écologiques aurait également pu les favoriser, mais cet argument reste équivoque (incertitudes statistiques ou résultats contradictoires d'études)[1] ;
- les données et hypothèses sur leurs caractéristiques morphologiques, écologiques ou comportementales laissent penser qu'ils ont bénéficié de bonnes capacités de dispersion grâce à leurs capacités à voler ou nager, des ailes rabattables[1] ;
- colonisation de nombreuses niches écologiques (du sédiment des eaux douces au sommet des arbres en passant par le bois mort et les sols…), que les insectes ont contribué à complexifier et enrichir ;
- occupation de la masse d'air où le nombre de prédateurs devait être originellement faible, et où l'exposition aux UV aurait pu favoriser un taux élevé de mutation[1] ;
- la phytophagie ; selon plusieurs études de biologie comparative, elle augmente généralement les taux nets de diversification, et réduit le risque d'extinction, mais cet argument est contrebalancé par le fait qu'en théorie, une forte spécialisation de niche est aussi associée à une augmentation du risque d'extinction[1] ;
- les études de biologie comparative laissent aussi penser qu'une petite taille est souvent associée à un moindre risque d'extinction, mais on manque encore de preuve robustes qu'elle améliore réellement à long terme le taux net de diversification[1] ;
- la diversité morphologique et fonctionnelle des pièces buccales est supposée avoir une valeur adaptative. Elle s'est généralement accrue dans le temps chez les insectes, mais sans pouvoir expliquer l'explosion apparente de diversité constatée au Crétacé et  Tertiaire[1] ;
- selon certains indices théoriques et issus de la biologie comparative, la sélection sexuelle et le conflit sexuel, apparemment fréquents chez les insectes, auraient pu favoriser une diversification des espèces et genres[1] ;
- Certains indices laissent penser que les groupes à distributions tropicales ont des taux accrus de diversification. Mais les liens entre diversité, diversification et gradients latitudinaux de richesse restent rares ou équivoques chez les insectes.

## En savoir plus

### Sources bibliographiques
- Laurence A. Mound et David C. Morris « The insect Order Thysanoptera: Classification versus Systematics » in Z.-Q. Zhang et W.A. Shear (éd.) : « Linnaeus Tercentenary: Progress in Invertebrate Taxonomy », Zootaxa, vol. 1668, 2007, pp. 395-411
- D.S. Aristov, V.G. Novokshonov et N.N. Pan’kov : « Taxonomy of the Fossil Grylloblattid Nymphs (Insecta: Grylloblattida) », Paleontological Journal, vol. 40, n°1, 2006, pp. 79-89
- Karl M. Kjer, Frank L. Carle, Jesse Litman et Jessica Ware : « A Molecular Phylogeny of Hexapoda », Arthropod Systematics and Phylogeny, vol. 64, n°1, 2006, pp. 35-44

### Sources internet
- Tela Insecta - le réseau des entomologistes francophones